# Extinction(s)
Extinction(s) – siódmy album studyjny amerykańskiej grupy muzycznej Unearth, wydany 23 listopada 2018 jako debiut nakładem Century Media Records. 
Teksty utworów dotyczą m.in. szóstej katastrofy. Tematycznie materiał miał stanowić album konceptualny, ale udało się to tylko połowicznie, z uwagi na to że część utworów stworzył Ken Susi, część Buz McGrath, niektóre napisali razem. Zarazem była to ostatnia płyta nagrana z udziałem tego pierwszego.

## Utwory
1. "Incinerate" – 3:59
2. "Dust" – 3:53
3. "Survivalist" – 4:14
4. "Cultivation of Infection" – 3:54
5. "The Hunt Begins" – 3:55
6. "Hard Lined Downfall" – 3:11
7. "King of the Arctic" – 4:00
8. "Sidewinder" – 2:51
9. "No Reprisal" – 3:21
10. "One with the Sun" – 4:37

## Twórcy
Skład zespołu
- Trevor Phipps – śpiew, teksty
- Buz McGrath – gitara prowadząca, teksty
- Ken Susi – gitara rytmiczna, śpiew wspierający
- Nick Pierce – perkusja, śpiew wspierający
- Chris O'Toole – gitara basowa

Udział innych
- Daniel Laskiewicz (wcześniej w The Acacia Strain) – koprodukcja, kompozycje[3]
- Adam Dutkiewicz – inżynieria, nagrywanie perkusji
- Shane Frisby – inżynieria
- Steve Seid – inżynieria
- Randy Slaugh – orkiestracja
- Will Putney – produkcja muzyczna, miksowanie, mastering
- Sunny Phipps – śpiew w utworze "One with the Sun"